# Jacques Tati
Jacques Tati (9. října 1907, Le Pecq – 5. listopadu 1982, Paříž), vlastním jménem Jacques Tatischeff, byl francouzský režisér, scenárista, herec a komik.

## Život
Tati byl francouzsko-rusko-nizozemsko-italského původu. Jeho otec Georges Emmanuel Tatischeff, narozen roku 1875 v Paříži, byl synem Dmitrije Tatiščeva (rusky Татищев), ruského ambasadora v Paříži, a Francouzky Rose Anathalie Alinquantové. Jeho matka Marcelle Claire van Hoffová byla italsko-nizozemského původu.

## Dílo
Jako herec začínal v krátkých filmech, později se rozhodl kromě hraní také režírovat. Jeho režisérským debutem byl krátký film Škola pošťáků v roce 1947, kde vytvořil postavu pošťáka Françoise. Tato postava se objevila také o dva roky později v Tatiho prvním celovečerním filmu Jede, jede poštovský panáček. O čtyři roky později, v roce 1953, přišel Tati s dalším celovečerním filmem Prázdniny pana Hulota, v němž sám ztvárnil hlavní postavu milého pana Hulota (výsl. [ilot]), která ho posléze proslavila po celém světě. V roce 1958 natočil vynikající komedii Můj strýček, která získala Oscara za nejlepší cizojazyčný film. Dalším jeho celovečerním filmem bylo Playtime v roce 1967, které ale úspěchu Mého strýčka nedosáhlo. Playtime byl nejnáročnějším a nejnákladnějším Tatiho projektem, který skončil komerčním fiaskem a téměř osobním bankrotem tvůrce.
V roce 1971 se objevil ve snímku Pan Hulot jede na výstavu, ale ani tímto snímkem jeho jemný humor neporazil soudobé dynamické komedie. Naposledy si Tati zahrál v roce 1974 ve filmu Parade. V roce 2008 Česká televize uvedla několik jeho filmů, mj. unikátní restaurovanou verzi filmu Jede, jede poštovský panáček (při restaurování spolupracovali i Tatiho potomci, režisérka Sophie Tatischeffová a producent Pierre Tati) a restaurovaný film Playtime se stopáží 125 minut, blížící se původnímu Tatiho záměru.